# Tomislav Ivčić
Tomislav Ivčić (Zara, 6 gennaio 1953 – Zagabria, 4 marzo 1993) è stato un cantante, musicista e politico croato.
Nato a Zara in Dalmazia, iniziò la sua carriera negli anni settanta nei vari Festival di canzoni folkloristiche, incise 23 album e produsse all'incirca 200 canzoni. Fiero rappresentante della Non-violenza, durante la guerra di Jugoslavia per l'Indipendenza Croata, fu attivo nella politica indipendentistica nonviolenta croata con il motto "Basta con la Guerra in Croazia!". Eletto nel Parlamento della Croazia Indipendente, morì a Zagabria in un incidente stradale. Tomislav Ivčić è sepolto a Zagabria nel cimitero di Mirogoj.
Tra i principali successi di Tomislav Ivčić ci sono sicuramente le canzoni "Večeras je naša fešta" (Stasera è la nostra festa), che è diventata un inno non ufficiale della Dalmazia, "Kalelarga" dedicata alla via principale di Zara e "Stop the War in Croatia" cantata in inglese durante il periodo della guerra in Croazia.

## Discografia

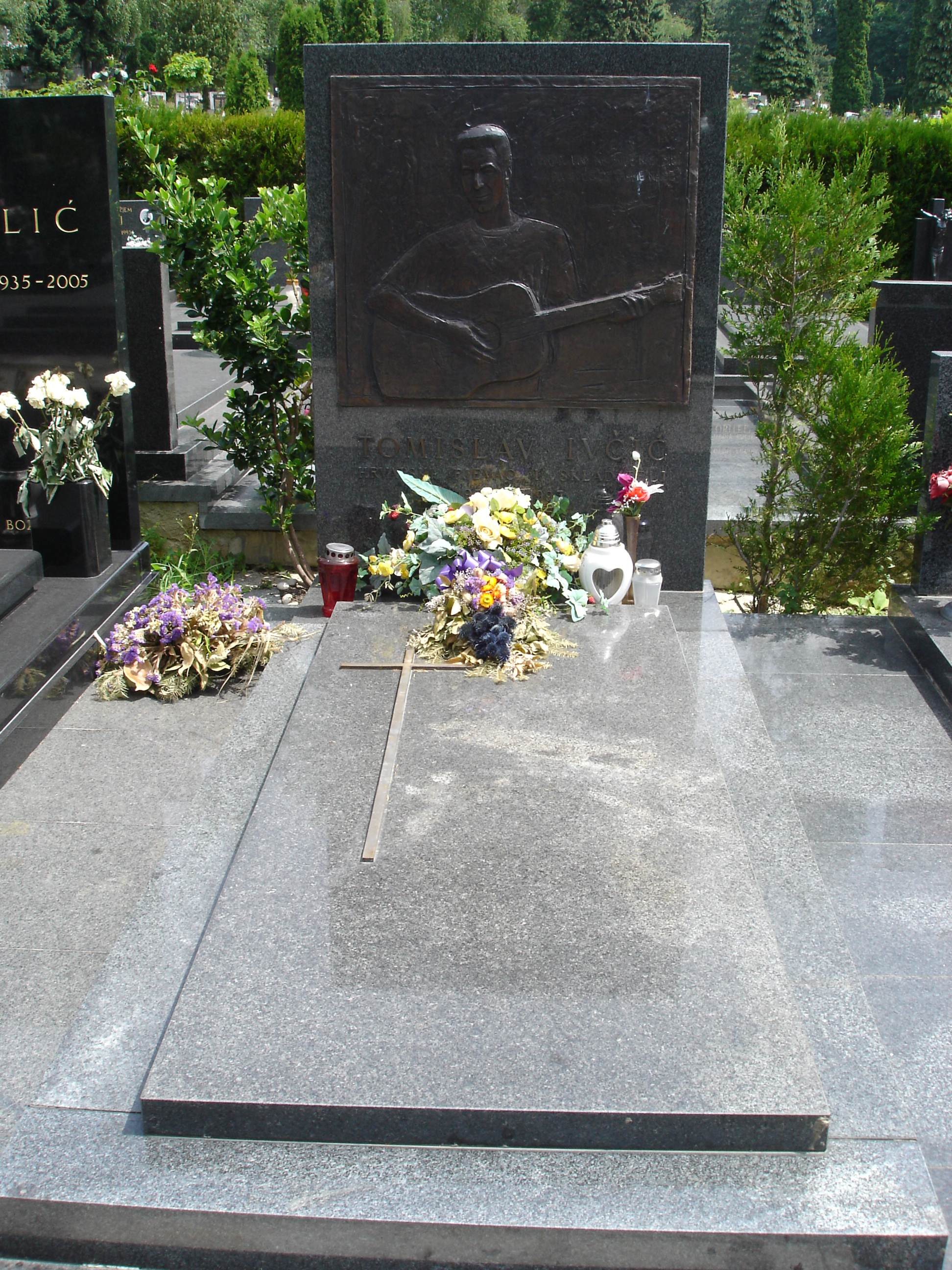
Lapide di Tomislav Ivčić nel Cimitero di Mirogoj

### Albums
- 1974 - Još uvijek se vraćam
- 1980 - Ulični šarmer
- 1981 - Dalmatinske noći
- 1982 - Oprosti mi
- 1982 - Pisme iz konobe
- 1983 - Talijanska Ploča
- 1985 - Sine, vrati se
- 1986 - Večeras je naša fešta
- 1987 - Posljednji valcer
- 1989 - Gorka rijeka
- 1991 - Stop the war in Croatia
- 1994 - Krunica moje majke (neobjavljene pjesme)
- 1996 - More naše plavo
- 1997 - Pjeva najveće hitove Tomislava Ivčića
- 2003 - I onda kad ne bude nas bilo
- 2004 - Di je bila pamet
- 2006 - The platinum collection

### Festival e Compilations
- 1976 - Split 76
- 1980 - Split 80
- 1982 - Split 82
- 1983 - Split 83
- 1995 - Svjetiljka djetinjstva
- 2002 - Zvuk osamdesetih Zabavna i Pop 1980 - 1981
- 2002 - Zvuk osamdesetih Zabavna i Pop 1984 - 1985
- 2002 - Zvuk osamdesetih Zabavna i Pop 1986 - 1987
- 2002 - Zvuk osamdesetih Zabavna i Pop 1988 - 1989
- 2005 - Da te mogu pismom zvati - Libar I
- 2005 - Da te mogu pismom zvati - Libar III
- 2006 - Da te mogu pismom zvati - Libar IV
- 2006 - Da te mogu pismom zvati - Libar VI
- 2007 - Da te mogu pismom zvati - Libar VII
- 2007 - Da te mogu pismom zvati - Libar VIII